# Changar
Changar je nejjižnější vulkán v západní vulkanické zóně Kamčatky. Vrchol 2 000 m vysokého stratovulkánu je ukončen kalderou s průměrem 2 km (v současnosti zalitou vodou) a masivním lávovým dómem na východním svahu sopky. Věk vzniku kaldery se odhaduje na holocén, z postkalderového stadia vulkanismu je zachovaných několik menších dómů tvořících ostrůvky v kalderové jezeře. Poslední vulkanická aktivita se odehrála přibližně před 500 lety a její pozůstatkem jsou lávové proudy olivinických čedičů v jižní části masivu. Changar byl zapsán 9. ledna 1981 do seznamu přírodních památek Kamčatského kraje (před rokem 2007 Kamčatská oblast).